# Калініченко Надія Андріївна
Калініченко Надія Андріївна (11 вересня 1939, с. Жовтневе (нині Миролюбівка, Кіровоградська область, УРСР, СРСР) — український педагог, науковий кореспондент Національної академії педагогічних наук України (1984—2012), доктор педагогічних наук (2009), професор, Заслужений вчитель Української УРСР (1983).

## Життєпис
Надія Калініченко народилася 11 вересня 1939 року в селі с. Жовтневе (нині Миролюбівка, Кіровоградська область, УРСР, СРСР).
У 1960—1964 роках навчалася на природничо-географічному факультеті Уманського державного педагогічного інституту імені П. Г. Тичини за спеціальністю «Вчитель біології та вчитель основ сільськогосподарського виробництва».
У 1964-1974 рр. обіймала посаду заступника директора з навчально-виховної роботи Комишуватської середньої школи Новоукраїнського району. У 1974 році стає директором цієї школи й упродовж 22 років очолює її (до 1996 року). Разом із колективом зуміла створити новаторський навчальний заклад – школу-комплекс, що включав приміщення школи із затишними класними кімнатами, навчальними кабінетами  та лабораторіями; гуртожиток, їдальню, теплицю, спортивний комплекс, тракторний майданчик, парк, географічний майданчик, чудовий сад, пришкільну навчально-дослідну ділянку, квітники. У навчальному закладі було започатковано наставницький рух, табори праці й відпочинку, трудові загони старшокласників, всесоюзний похід учнів та студентів за економію й ощадливість. Очолювана Надією Андріївною школа тісно співпрацювала з  новатором сільськогосподарського виробництва, двічі Герой Соціалістичної Праці О.В.Гіталовим

Директор Комишуватської школи Н.А.Калініченко (друга парта праворуч) на уроці про хліб за участі О.В.Гіталова (1975 рік)

1968 рік. Обласний семінар працівників освіти.У першому ряду І.Г.Ткаченко, І.А.Зязюн, Н.А.Калініченко, В.О.Сухомлинський

У 1984 р. захистила кандидатську дисертацію на тему «Формування в учнів інтересу до праці в учнівській виробничій бригаді» у спеціалізованій вченій раді Інституту педагогіки України, у 2009 р. – докторську дисертацію, в якій досліджувала трудову підготовку учнів сільської школи у Центральному регіоні України (друга половина XX ст.). 1984–2012 рр. – науковий кореспондент Інституту педагогіки Національної академії педагогічних наук України.
1996-2014 рр. – завідувач кафедри педагогіки і психології Кіровоградського обласного інституту удосконалення вчителів (нині – КЗ «Кіровоградський обласний інститут післядипломної педагогічної освіти імені Василя Сухомлинського»). З властивим професіоналізмом та творчою ініціативою забезпечувала роботу на курсах підвищення кваліфікації педагогів регіону: директорів навчальних закладів, керувала обласними школами методистів-кореспондентів, педагогів-дослідників, школами  педагогічної майстерності, фаховими конкурсами.
З 1984 року за сумісництвом працювала на кафедрі педагогіки Центральноукраїнського державного педагогічному університету імені Володимира Винниченка, а з 1 вересня 2014 року – професор кафедри біології, як штатний працівник; з 26 грудня 2014 р. по 31 серпня 2020 року – завідувач кафедри біології та методики її викладання. На кафедрі біології, за керівництва Калініченко Н.А., успішно ліцензовані освітньо-професійні програми для бакалаврів, відкрито магістратуру, заочний відділ. 
Під її керівництвом вісім педагогів здобули науковий ступінь у галузі педагогічних наук. Надія Андріївна активний учасник конференцій та симпозіумів всіх рівнів з проблем демократизації освіти, розвитку гуманістичних ідей В.О. Сухомлинського в сучасній школі; традицій та інновацій у школах Кіровоградщини тощо.
Член двох спеціалізованих вчених рад по захисту кандидатських та докторських дисертацій. Всі роки педагогічної діяльності творчо, захоплено працювала з молодими вчителями під час проведення  щорічних обласних традиційних зльотів.
У 70-х–2020  роках Надія Андріївна брала діяльну участь  у підготовці й проведенні обласних зльотів молодих вчителів і передачі на них естафети передового педагогічного досвіду, педагогічної мудрості, новаторства старших поколінь молодим, що сприяло формуванню творчої спільноти вчителів області.

## Наукова діяльність
- Автор понад 300 праць, серед яких: монографії, навчально-методичні посібники, довідкові видання, статті, вміщені в українських і закордонних наукових збірниках, матеріалах наукових конференцій, періодичних виданнях.
- Автор, співавтор та упорядник 16 книжок та монографій («Сучасники В.О. Сухомлинського», «Світлий геній школи Павлиша. Збірник статей», «Трудова підготовка учнів сільської школи в Україні. Друга половина XIX-ХХ століття», «Школи Кіровоградщини: традиції та інновації. Альманах», «Василь Сухомлинський, Іван Ткаченко, Олександр Захаренко» тощо). [4]

## Нагороди та відзнаки
- Знак «Відмінник народної освіти УРСР»
- Звання «Заслужений вчитель УРСР» (1983 р.)
- Лауреат обласної педагогічної премії імені Василя Сухомлинського (2004)
- Срібна медаль   «К. Д. Ушинський» (2009) Національної Академії педагогічних наук України
- Золота медаль «Григорій Сковорода» (2014) Національної Академії педагогічних наук України